# Bisheke
Bisheke ist ein ländlicher Bezirk (Ward) des Distriktes Muleba in der tansanischen Region Kagera.

## Geografie
Bisheke liegt im Nordwesten von Tansania. Die Fläche des Bezirks beträgt 103,6 Quadratkilometer, bei der Volkszählung 2022 wohnten 20.137 Menschen in 4552 Haushalten.

## Gliederung
Der Bezirk besteht aus fünf Gemeinden (Mtaa) mit 17 Orten (Kitongoji):
| Bisheke - Bisheke - Kagondo - Mirambi | Mujunwa - Mujunwa - Mige - Bwarugulu | Kabuga - Ichwandimi - Kabuga - Nyakahanga | Kiyebe - Kiyebe - Mushule - Kahenda - Kajunjo | Miranda - Miranda - Katanda - Kyamate - Kyantale |

## Infrastruktur
- Bildung: Im Distrikt befindet sich eine öffentliche weiterführende Schule[6] für Mädchen und Burschen, die Ausbildung bis zur 4. Stufe anbietet.[7]
- Gesundheit: Die staatliche Apotheke in Besheke bietet unter anderem Malaria-Diagnose und -Erstbehandlung, HIV-Pflege und -Behandlung, Mutter-Kind-Pflege und kleine chirurgische Eingriffe an.[8]